# 智界
智界是奇瑞汽车集团与华为在华为智选车（鸿蒙智行）的框架下合作推出的高端电动汽车品牌。

## 历史
2023年11月，华为宣布成立汽车联盟鸿蒙智行，并与中国汽车制造商奇瑞联合开发智界S7。智界与其他鸿蒙智行品牌的车型在中国部分华为展厅发售。
2024年2月，奇瑞将智界事业部升级为独立事业部，与公司旗下其他品牌的四大事业部平行。同年稍后，华为将“智界”商标转让给奇瑞。
2025年1月，安徽智界新能源汽车有限公司正式成立，该公司由奇瑞汽车股份有限公司全资拥有，标志着智界品牌成为奇瑞内部独立运营的主体。

## 产品
- 智界S7（2023年至今），中型轿车
- 智界R7（英语：Luxeed R7）（2024年至今），中型轿跑SUV

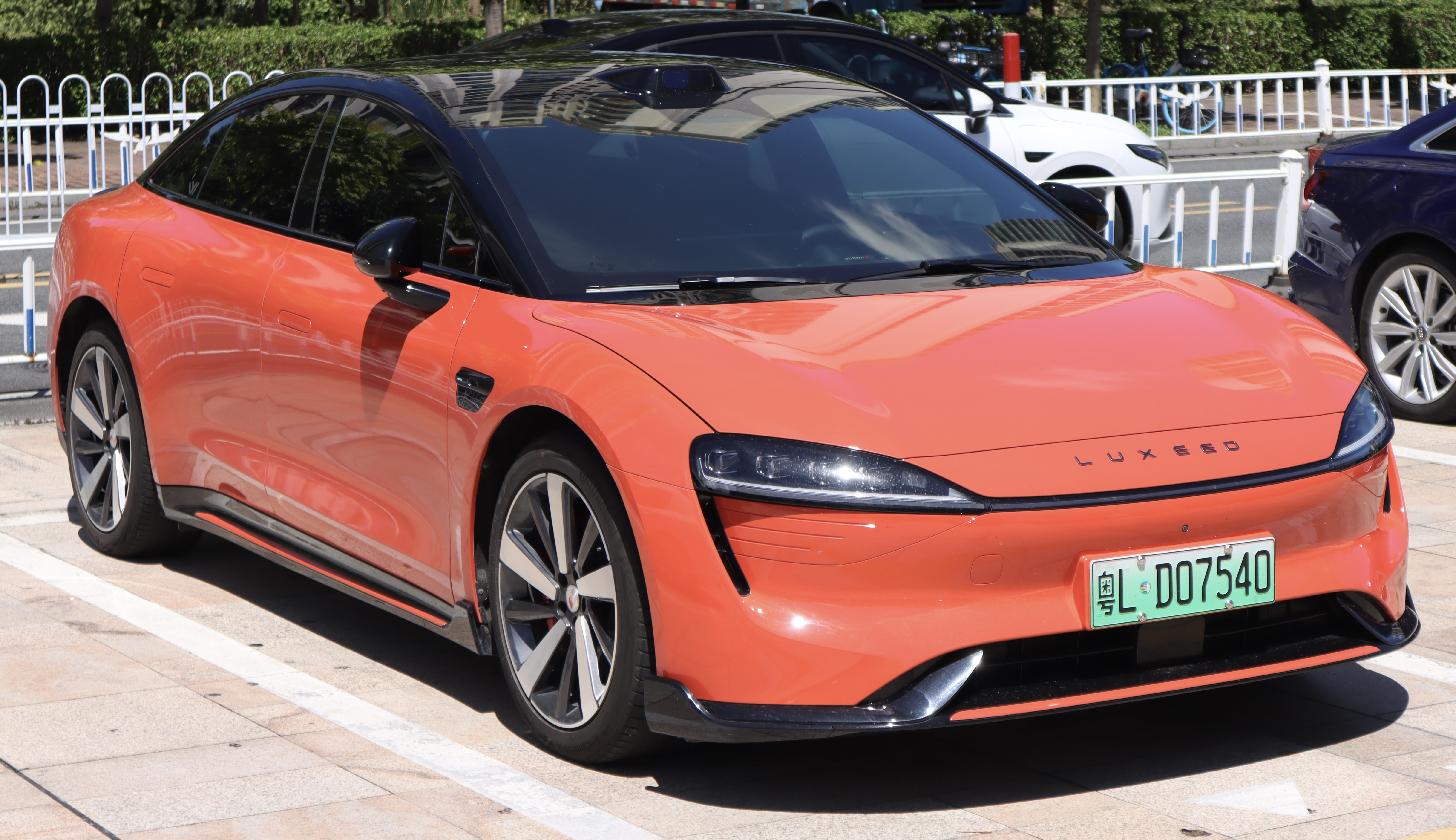
智界S7
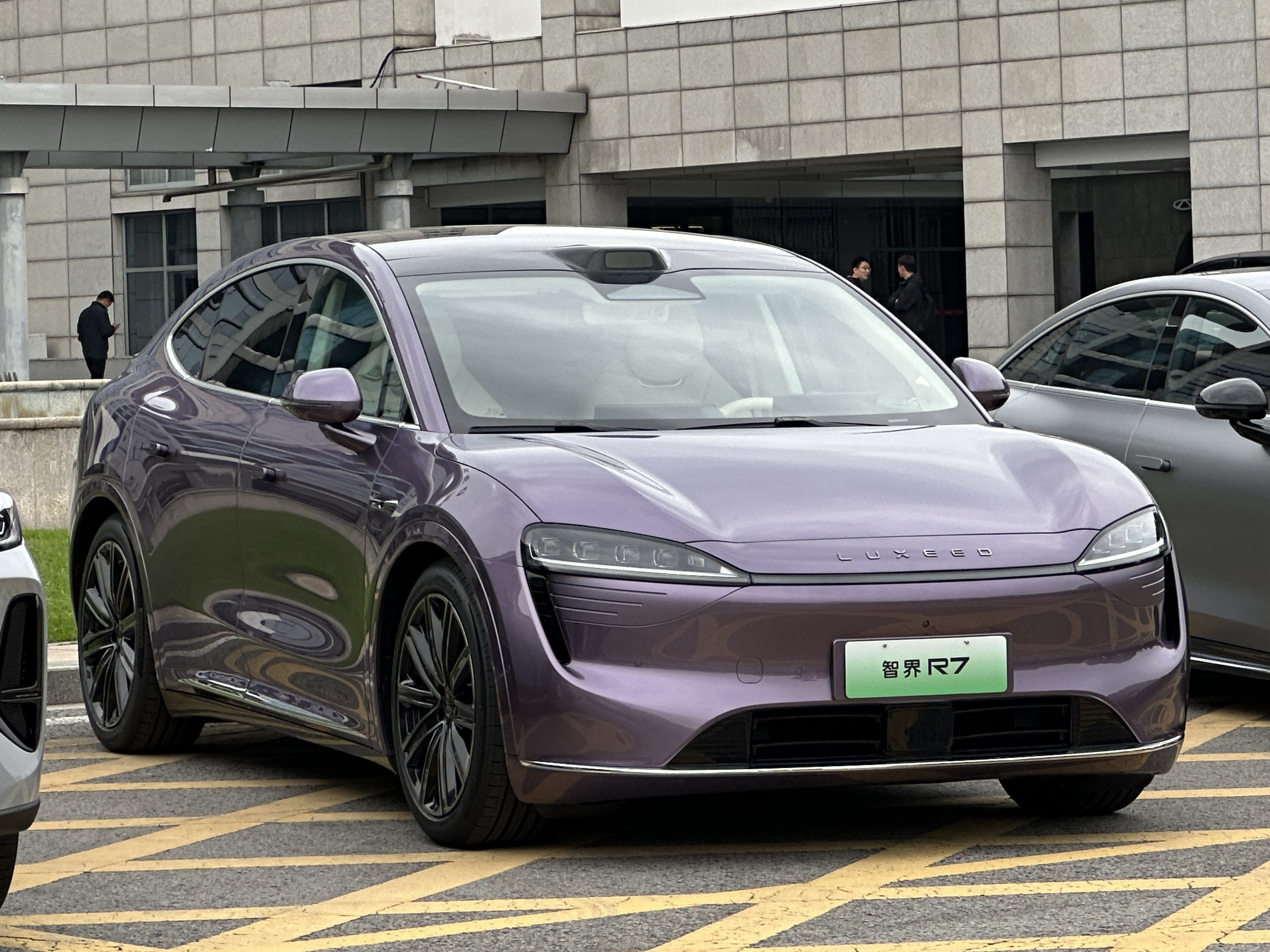
智界R7